# Rhipidia (Rhipidia) bipectinata
Rhipidia (Rhipidia) bipectinata is een tweevleugelige uit de familie steltmuggen (Limoniidae). De soort komt voor in het Neotropisch gebied.